# Arap Kiptalam Keter
Arap Kiptalam Keter  (* 1932 in Nandi; † 3. Dezember 2013 in Nandi) war ein kenianischer Mittelstreckenläufer und Sprinter.
1954 scheiterte er bei den British Empire and Commonwealth Games in Vancouver über 880 Yards im Vorlauf aus und kam mit der kenianischen 4-mal-440-Yards-Stafette auf den vierten Platz.
Bei den Olympischen Spielen 1956 in Melbourne schied er über 800 m und in der 4-mal-400-Meter-Staffel in der ersten Runde aus.
1958 kam er bei den British Empire and Commonwealth Games in Cardiff über 880 Yards nicht über den Vorlauf hinaus und belegte mit der kenianischen 4-mal-440-Yards-Stafette den sechsten Platz.
Bei den British Empire and Commonwealth Games 1962 in Perth schied er über 440 Yards und über 880 Yards im Vorlauf aus.
Seine persönliche Bestzeit von 1:49,7 min über 880 Yards (entspricht 1:49,0 min über 800 m) stellte er am 12. August 1961 in Kapsabet auf.